# Anke Feuchtenberger
Anke Feuchtenberger (geboren 1963 in Ost-Berlin) ist eine deutsche Comiczeichnerin und Illustratorin. Sie arbeitete wiederholt nach Szenarien der Schriftstellerin Katrin de Vries und steuerte neben Büchern auch Beiträge für Zeitungen, Zeitschriften und Anthologien bei. Ihr Werk umfasst Gemälde, Zeichnungen, Comics, Plakate, Druckgraphik, Kostüme sowie Marionetten. 

## Leben
Feuchtenberger studierte von 1983 bis 1988 an der Kunsthochschule Berlin und schloss ihre Ausbildung mit einem Diplom als Grafikerin ab. Seither arbeitet sie freiberuflich, zunächst in Berlin und seit 1997 in Hamburg, wo sie im Rahmen einer Professur an der Hochschule für Angewandte Wissenschaften unterrichtet. Anke Feuchtenberger hat einen Sohn. Mit dem italienischen Künstler Stefano Ricci betrieb sie von 2008 bis 2015 den MamiVerlag. Sie publizierte einige Bücher junger Zeichner wie Gosia Machon, Birgit Weyhe, Jul Gordon und Marko Turunen.
Feuchtenberger lebt in Hamburg und Vorpommern.

## Künstlerisches Wirken
Im Laufe ihres künstlerischen Schaffens setzte sich Anke Feuchtenberger mit unterschiedlichen Techniken und Materialien auseinander. Sie zeichnet vorrangig mit Kohle auf Leinwand und mit Tusche und Bleistift auf Papier.
Feuchtenberger entwickelte schon früh eine eigene zeichnerische Handschrift. Bereits 1989 erlangte sie mit einer Grafik, die symbolisch die Gründung des Unabhängigen Frauenverbandes (UFV) begleitete, größte Aufmerksamkeit. Mit diesem Plakat unter dem Titel "Alle Frauen sind mutig, stark und schön!" schuf sie eine ikonografische Zeichnung für Berufstätigkeit, Mutterschaft und Fraueninteressen insbesondere von Frauen aus der DDR.
Anke Feuchtenbergers Stil zeichnet sich durch eine sparsame Verwendung von Sprechblasen aus, wobei sie den Erzähltext oft kunstvoll über oder zwischen den Bildern platziert. Dies unterstreicht den Kunstcharakter ihrer Erzählungen, die durch eine poetisierte und mystifizierte Sprache, die an Märchen erinnert, gekennzeichnet sind.
Gemeinsam mit der Schriftstellerin Katrin de Vries entwickelte Anke Feuchtenberger Erzählungen wie Die kleine Dame (1997), Die Hure H (1996), Frau A in der großen Stadt (2002), Die Hure H zieht ihre Bahnen (2003) und Die Hure H wirft den Handschuh (2007). Ihre Bücher wurden in die französische, englische, italienische, finnische und chinesische Sprache übersetzt.
Feuchtenbergers Werk Genossin Kuckuck beschreibt episodische Erzählungen aus dem fiktiven Dorf Pritschitanow, die sich um die zentrale Figur Kerstin und ihre beste Freundin Effi drehen, beginnend in den 1960er-Jahren und durch verschiedene Lebensphasen springend. Das Werk illustriert die fließenden Übergänge zwischen Wirklichkeit und Vorstellung, was beispielhaft in einer Szene zum Ausdruck kommt, in der die Hauptfigur Kerstin auf eine magische Weise einer obskuren Göttin begegnet. Die Erzählung ist von sozialistischer Erziehung in der DDR und einer wuchernden Naturmetaphorik geprägt.
Hamburg wurde durch das Wirken Feuchtenbergers als Professorin für Graphische Erzählung und Zeichnen an der dortigen Hochschule für Angewandte Wissenschaften laut FAZ zum Zentrum der deutschen Comicszene.

## Auszeichnungen
- 1997 Förderpreis des e.o.plauen Preises
- 2003 Icograda Special Award, International Poster Biennale Lahti
- 2008 Max-und-Moritz-Preis „Beste deutschsprachige Comic-Künstlerin“ des Internationalen Comic-Salons Erlangen[4]
- 2020 Max-und-Moritz-Sonderpreis für ein herausragendes Lebenswerk
- 2023 Biermann-Ratjen-Medaille für ihre herausragende Leistung als Comiczeichnerin und Lehrende für ihre Kunstform.[5]
- 2025: Prix Artémisia für Genossin Kuckuck[6][7]

## Publikationen
- Herzhaft Lebenslänglich, Verlag Martin Barber, Berlin, 1993
- Mutterkuchen, Jochen Enterprises, Berlin, 1995
- Katrin de Vries: Die kleine Dame, Jochen Enterprises, Berlin, 1997 (auch französisch: La petite dame, L'Association, Paris, 1996)
- Somnambule, Jochen Enterprises, Berlin, 1998
- Die Biographie der Frau Trockenthal, Jochen Enterprises, Berlin, 1999
- Der Palast, Jochen Enterprises, Berlin, 2000
- Das Haus, Reprodukt, Berlin, 2001
- Die Skelettfrau, Büchergilde Gutenberg, Frankfurt, 2002
- Katrin de Vries: Die Hure H, 2. Edition, Reprodukt, Berlin, 2003 (auch französisch: La putain P, L'Association, Paris, 1999)
- Katrin de Vries: Die Hure H zieht ihre Bahnen, Edition Moderne, Zürich, 2003 (auch französisch: La putain P fait sa ronde, Frémok, Brüssel, 2006)
- Hero und Leander, Edition Moderne, Zürich, 2003
- Wenn mein Hund stirbt, mach ich mir eine Jacke, Kikipost, Hamburg, 2005 (auch französisch: Si mon chien meurt, je me taille une veste, Frémok, Brüssel, 2006)
- wehwehweh.superträne.de, MamiVerlag, Quilow, 2008 (auch französisch bei Frémok, Brüssel, 2007; italienisch: Superlacrimella, Logos, Modena, 2011)
- Katrin de Vries: Die Hure H wirft den Handschuh, Reprodukt, Berlin, 2007 (auch französisch: La putain P jette le gant, Frémok, Brüssel, 2011)
- Die hollandische Schachtel, MamiVerlag, Quilow, 2011
- Grano Blu, Canicola, Bologna, 2011 (italienisch)
- Die Spaziergängerin, Reprodukt, Berlin, 2012
- Die Königin Vontjanze, MamiVerlag, Quilow, 2014
- Die Marquise von O. in Heinrich von Kleist, Büchergilde Gutenberg, Frankfurt, 2014
- Bruno Blume: Shakespeares König Lear, Kwasi Verlag, Solothurn, 2016, ISBN 9783906183213
- Elena Morando: Le memorie della menta piperita, Else Edizioni, Rom, 2016
- Lexikon des Lebens. mit Wolfgang Hegewald, Matthes & Seitz, Berlin 2017, ISBN 3957574498
- Heide Hampel, Brigitte Reimann: Brigitte Reimann - In der Erinnerung sieht alles anders aus, Steffen Verlag, Berlin, 2019
- Der Spalt/La Fessura. Canicola Edizione, Bologna 2021, Ed. Museum Villa Stuck, München
- Die Hure H. mit Katrin de Vries, deut. Gesamtausgabe, Reprodukt, Berlin 2023, ISBN 978-3-95640-326-2
- W the Whore. mit Katrin de Vries, engl. Gesamtausgabe, New York Review Books, New York 2023, ISBN 9781681376721
- Genossin Kuckuck. Reprodukt, Berlin 2023, ISBN 978-3-95640-346-0

Kataloge
- Anke Feuchtenberger, Human Fine Arts Publishing House, Shen Zhen (China), 2005
- Heute in einem Tag, Katalog, Fabrik der Künste, Hamburg, 2014
- Ich, Petra Wolf, Kabinett, Wien, 2015

## Ausstellungen
Einzelausstellungen (Auswahl)
- Goetheinstitut, Paris, 1993
- Moritzbastei, Leipzig, 1995 und 1998
- Galerie am Scheunenviertel, Berlin, 1995
- Plakatmuseum am Niederrhein, Emmerich, 1995
- Erotic Art Museum, Hamburg, 1997
- Galerie Streitenfeld, Oberursel, 1998, 2000, 2006, 2010 und 2013
- Stadtgalerie, Osnabrück Kunsthaus Erfurt, 1999
- Westwerk, Hamburg, 2000
- Kunsthalle Anklam, 2001
- D406, Galleria d`Arte Contemporanea, Modena, 2003, 2007 und 2011
- Museum Buxtehude, 2004
- Galerie Steinroetter, Münster, 2005
- Goetheinstitut, Helsinki, 2006
- Kunstverein Rüsselsheim, 2006
- Transpop, Kyoto Kunstmuseum Luzern, 2006
- Centro Culturale Pier Paolo Pasolini, Agrigento, 2007
- Mangamuseum Kyoto, 2007
- Transpop Gallery, Kyoto, 2007 und 2009
- Galerie Feinkunstkrüger, Hamburg, 2007
- Squadro, Galleria/Stamperia, Bologna, 2007
- Teatro Razi, Ravenna, 2008
- Goetheinstitut, Montreal, 2008
- Galerie FB69, Münster, 2009
- Gallery Bye Bye Ballett, St. Petersburg, 2010
- Gallery Charlotte Fogh Contemporary, Arhus, 2010
- Transpop Gallery, Kyoto, 2012
- Museum of Art Nanjing, 2013
- Galerie Martel, Paris, 2013
- Galleria d`Arte, Il vicolo, mit Stefano Ricci, Genova, 2013
- Fumetto, mit Stefano Ricci, Luzern 2013
- Lob des Kohlenstoffs, Kunstmuseum Erlangen, 2014
- Ich, Petra Wolf, Museumsquartier Wien, 2015
- Das Auge des Waldes, mit Stefano Ricci, Linz
- Il vestito rosso, Squadro, Galleria/Stamperia, Bologna, 2016
- Feuchtenbergerowa, Galerie Sonnensegel, Brandenburg, 2016
- Else, Galleria, Stamperia, Roma, 2016
- Cultural Center Espoo, Helsinki, 2016
- Ratatá, Comicfestival Macerata, 2017
- Literaturforum im Brechthaus, Berlin, 2017
- Anke Feuchtenberger, Galerie FB69, Münster, 2017
- Siebdrucke 2000 – 2017, Druckdealer, Hamburg 2017
- Anke Feuchtenberger – Selected Works, University of Massachusetts, Amherst, 2018
- Tracht und Bleiche, Einweihung, LWL Museum für Kunst und Kultur, Münster, 2018
- Anke Feuchtenberger, Literaturhaus Leipzig, 2020
- Anke Feuchtenberger, Kunsthalle Rostock, 2021
- In der Erinnerung sieht alles anders aus, Regionalmuseum Neubrandenburg, 2021
- La Fessura, Galleria Stamperia Squadro, Bologna, 2021
- Schlecht beleuchtete Treppen, Gallery Kolja Steinrötter, Münster, 2022
- Vorbilder. Frauenporträts, Gallery Kolja Steinrötter, Münster, 2023
- Genossin Kuckuck, Westwerk, Hamburg, 2023

### Gruppenausstellungen (Auswahl)
- PGH Glühende Zukunft, Galerie am Chamissoplatz, Berlin, 1991
- PGH Glühende Zukunft, Märkisches Museum, Berlin, 1994
- Wilhelm Busch Museum, Hannover, 1995
- Galerie am Chamissoplatz, Berlin, 1997
- Mutanten.comicavantgarde, Museum Düsseldorf, 2001
- Bologna Fiera, Bologna, 2005
- Kinderbuchmesse, Montreuil, 2005
- New Graphicdesign in East Asia, Osaka Adam Baumgold Gallery, New York, 2006
- Comics, Designmuseum Lahti, 2007
- Un autre histoire, Museum Angoulème, 2012
- Cartographies of Memory and the Everyday, Archaeological Museum Guimaraes, 2012
- Heute in einem Tag, Fabrik der Künste Hamburg, 2014
- Itch under the skin, Charlotte Fogh Gallery, Kopenhagen, 2016
- Comix Creatrix: 100 Women Making Comics, House of Illustration, London, 2016
- Drawing Now, präsentiert durch Galerie Martel, Paris, 2016
- Garten der Lüste, Kunststiftung des Landes Sachsen-Anhalt, Burg Giebichenstein, Halle, 2017
- Graphic Novels. Aktuelle deutsche Comic-Romane., Galerie Stihl, Waiblingen, 2018
- Die Neunte Kunst, Horst-Janssen-Museum, Oldenburg, 2018
- Aus dem Rahmen fallen, Brandenburgisches Landesmuseum für moderne Kunst, Frankfurt Oder, 2019
- 100 Jahre Frauenwahlrecht, Kunstsammlung des Deutschen Bundestags, Berlin, 2019
- Es zog mich durch die Bilder… Kubin@nextcomic, Landesgalerie Linz, 2019
- Kollektive Signaturen. Komplizenschaft und kooperative Produktion im Plakat, Brandenburgisches Museum für moderne Kunst, Cottbus, 2020
- Ausstellung Max und Moritz PreisträgerInnen, Erika-Fuchs-Haus, Schwarzenbach a.d. Saale, 2020
- Graphic Novel. Story and Art., Wilhelm Wagenfeld Stiftung, Bremen, 2020
- Das kann nur Zeichnung, Horst Janssen Museum Oldenburg, 2020
- Graphic Novel mit Battle of Print, Wilhelm Wagenfeld Stiftung, Bremen, 2021
- Das kann nur Zeichnung! Von Beethoven bis Pinterest, Horst Janssen Museum, Oldenburg, 2021
- VorbilderInnen – Feminismus in Comic und Illustration, Museum für Kommunikation, Berlin, 2021
- Wider das Böse, Bomann-Museum, Celle, 2021
- Inside Draftswomen, Galerie Feinkunskrüger, Hamburg, 2022
- Aussenseiten, Projekt der Prinzhornsammlung mit dem Haus am Wehrstieg, Heidelberg, 2022

#### Plakate (Auswahl)
- Art Directors Club New York, 1994
- Märkisches Museum Berlin Berlin, 1994
- Wilhelm Busch Museum Hannover Hannover, 1995
- Galerie am Chamissoplatz Berlin, 1991, 1995, 1997
- Hamameh Galery Tel Aviv, 2000
- Bologna Fiera Bologna, 2001
- City of Women Ljubljana, 2002